# Edward Jay Watts

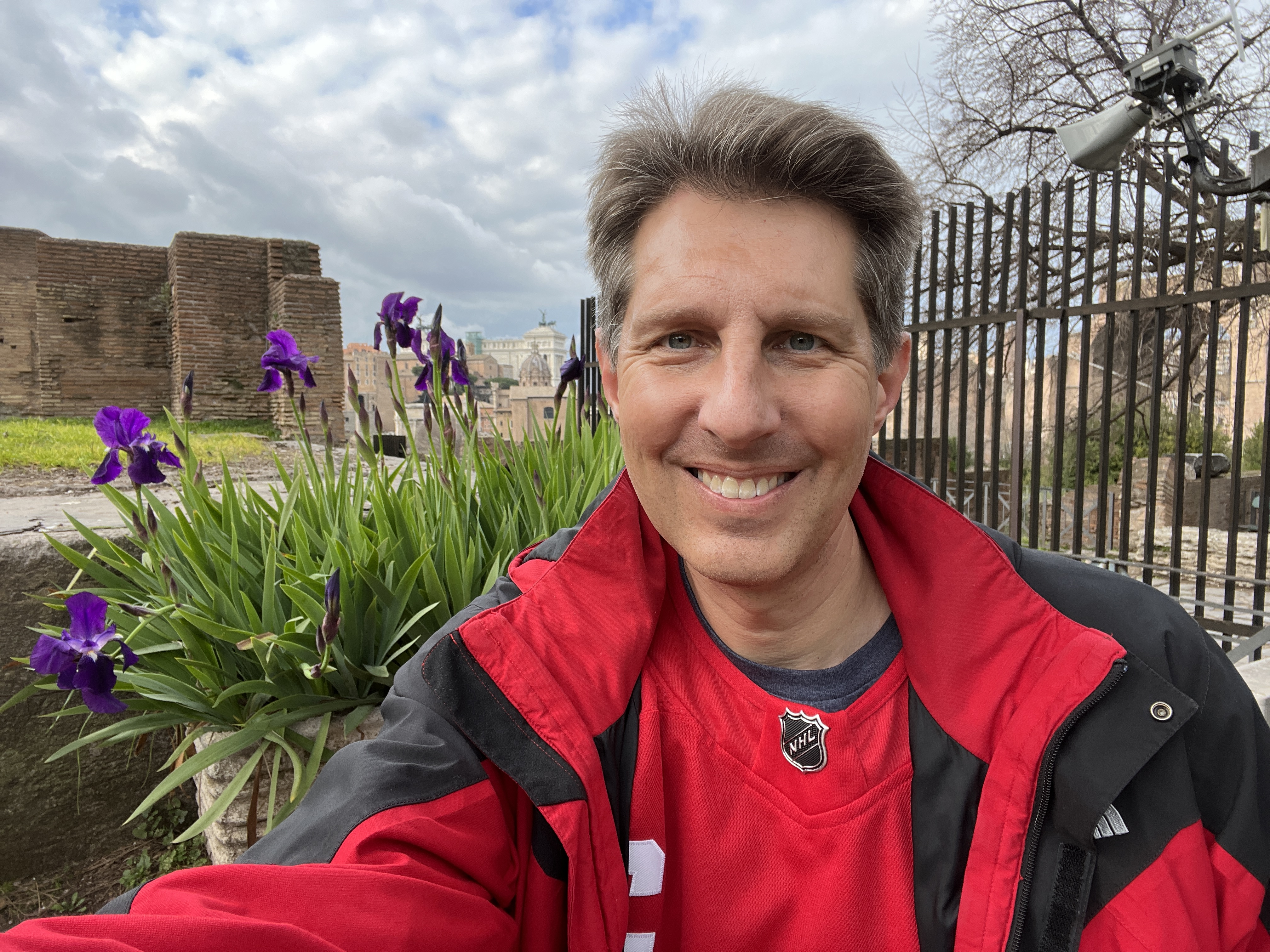
Edward Jay Watts in 2023

Edward Jay Watts (* 1. März 1975) ist ein US-amerikanischer Althistoriker.

## Leben
Er promovierte 2002 an der Yale University in Geschichte. Er lehrt als Professor für Geschichte in San Diego. Seine Forschungsinteressen konzentrieren sich auf die intellektuelle und religiöse Geschichte des Römischen Reiches und des frühen Byzantinischen Reiches.

## Schriften (Auswahl)
- City and school in late antique Athens and Alexandria. Berkeley 2006, ISBN 0-520-24421-4.
- Riot in Alexandria. Tradition and group dynamics in late antique pagan and Christian communities. Berkeley 2010, ISBN 978-0-520-26207-2.
- The final pagan generation. Oakland 2015, ISBN 0-520-28370-8.
- Hypatia. The life and legend of an ancient philosopher. New York 2017, ISBN 978-0-19-021003-8.
- Mortal Republic: How Rome Fell Into Tyranny. New York 2018, ISBN 9781541646483
- The Eternal Decline and Fall of Rome: The History of a Dangerous Idea, New York 2021, ISBN 9780190076719